# Chiesa di Santa Maria Annunziata (Paradiso)
La chiesa di Santa Maria Annunziata è un luogo di culto cattolico di Paradiso, frazione di Pocenia, in provincia ed arcidiocesi di Udine; fa parte della forania della Bassa Friulana.

## Storia
La chiesa della frazione Paradiso di Pocenia è caratterizzata da un'insolita pianta circolare e fu edificata nel XVII secolo con la consacrazione avvenuta nel 1689 come riporta l'epigrafe posta sul portale esterno.
Nel 1959 venne eretta a parrocchiale ma ridivenne filiale della chiesa di Torsa dopo non molti anni.
Il 7 settembre 1968 l'arcivescovo di Udine Giuseppe Zaffonato consacrò il nuovo altare maggiore.
Nel 2000 la chiesa venne restaurata.